# بنجامين بي. روبنشتاين
بنجامين بي. روبنشتاين (بالفنلندية: Benjamin Rubinstein)‏ هو طبيب فنلندي، ولد في 12 أبريل 1905 في هلسنكي في فنلندا، وتوفي في 12 يوليو 1989 في نيويورك في الولايات المتحدة.